# عبد العزيز حسن محمد لفتاغرين
عبد العزيز حسن محمد لفتاغرين (بالصومالية: Cabdicasiis Xasan Maxamed)‏ سياسي صومالي، الرئيس الرابع والحالي لولاية جنوب غرب الصومال منذ 19 ديسمبر 2018.
خلفية تاريخية
أكمل عبد العزيز تعليمه الابتدائي والمتوسط والثانوي في مدينة لوق. وعمل التدريس بعدها في المدينة نفسها، ثم أكمل تعليمه الجامعي في العاصمة الصومالية مقديشو، شغل لفتاغرين العديد من المناصب في الحكومات السابقة.

## حياته المهنية
في عام 2007 شغل عبد العزيز منصب نائب المدير العام لميناء مقديشو، ثم منصب وزير العمل والشؤون الاجتماعية في عام 2008 في حكومة رئيس الوزراء نور عدي، في عام 2009 شغل منصب وزير النقل والشؤون البحرية في حكومة عمر عبد الرشيد علي شرماركي، ثم في عام 2010 عُين وزيرا للثروة الحيوانية.
عُين وزيرا للدولة في وزارة الاتصالات في حكومة رئيس الوزراء محمد عبد الله فرماجو، ثم وزيرا للإعلام والاتصالات في حكومة عبد الولي شيخ أحمد، ثم نائبا لوزير الثروة السمكية في حكومة حسن علي خيري ثم وزير دولة في وزارة التجارة، ثم وزيرا للطاقة والمياه
في 19 ديسمبر 2018 فاز عبد العزيز حسن محمد (لفتاغرين) بالانتخابات الرئاسية بولاية جنوب غرب الصومال، بحصوله على 101 صوتا فيما حصل منافسه آدم محمد نور سارانسور على 22 صوتا.
خلال رئاسته لولاية جنوب غرب الصومال وقع لفتاغرين على خطة تنمية الولاية 2021-2025 والتي أعدتها وزارة التخطيط والاستثمار والتنمية الاقتصادية.